# La Junta (ort i Chile)
La Junta är en ort i Chile.   Den ligger i provinsen Provincia de Aisén och regionen Región de Aisén, i den södra delen av landet, 1 200 km söder om huvudstaden Santiago de Chile. La Junta ligger 51 meter över havet och antalet invånare är 1 200. Riksvägen Carretera Austral passerar La Junta.
Terrängen runt La Junta är bergig österut, men västerut är den kuperad. Trakten runt La Junta är nära nog obefolkad, med mindre än två invånare per kvadratkilometer..
I omgivningarna runt La Junta växer i huvudsak blandskog.